# 장승법수 (보물 제704호)
장승법수(藏乘法數)는 서울특별시 중구에 있는 고려시대의 목판본 책이다. 1981년 3월 18일 대한민국의 보물 제704호로 지정되었다.

## 개요
법수는 일종의 사전을 가리키는 말이며, 장승법수(藏乘法數)는 불교에 관한 책 전체를 모아서 기록한 대장경에 수록된 명수(名數)를 차례로 배열하여 찾기 쉽도록 한 것이다.
이 판본은 2책 목판본으로 무학대사가 공양왕 1년(1389)에 중간한 것이다. 몇 종의 전래본이 있으나, 무학대사가 간행한 경위를 적은 이색의 발문이 붙어 있는 것은 보기 드물다. 보물 제703호로 지정된 『장승법수』에는 발문이 있으나, 보물 제704호에는 이 발문이 없는 상태이다. 이 두 판본은 새긴 글자에 다소 마멸된 부분이 나타나고 있음으로 보아 그 글자를 새긴 연도로부터 휠씬 뒤에 인쇄된 것으로 여겨지고, 보물 제704호는 시간이 더 지난 후에 찍힌 것으로 추정된다.
책의 상태로 보아 이 책들이 모두 초판은 아닌 듯 싶고 고려간본으로서 희귀한 전적에 속한다.

## 참고 자료
- 장승법수 - 국가유산청 국가유산포털